# 蜂蜜酒

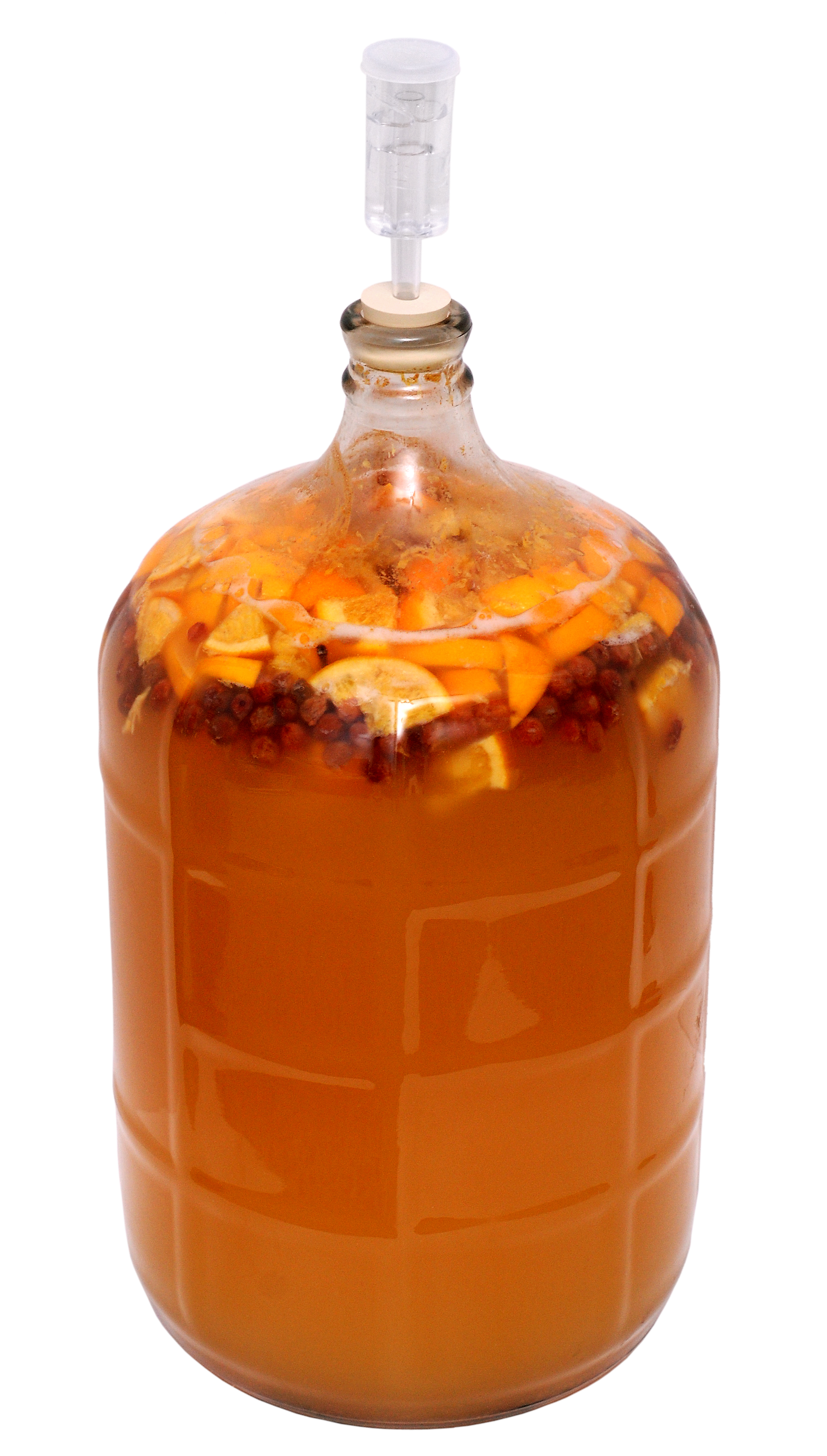
手工酿造的蜜酒

蜂蜜酒（英文：Mead），是一種利用蜂蜜釀成的酒。蜂蜜中加水稀释，制作过程简单。酒精度通常在4%到20%之间。制作过程涉及蜂蜜、水和发酵剂，可以添加其他调味品，如水果、香料等，以赋予酒更丰富的口感和风味。蜂蜜中含有极高的糖分，其高渗透压使微生物难以繁殖。通过将蜂蜜以水稀释，降低糖分浓度，酵母菌得以在适宜的渗透压下繁殖，发酵过程。即使只是以水稀释蜂蜜，也可以使空气中落入蜂蜜中天然酵母繁殖发酵。人工添加酵母可以提高发酵成功率和品质质量。

## 历史
蜂蜜酒的历史可以追溯到古代，它是世界上最早的酒之一。
- 在北欧维京文化中，蜂蜜酒被称为“蜜酒”（Mjöðr）或“蜜酒酿”（Mjöðrgerðr）。它在维京社会中占有非常重要的地位，常被用于宗教仪式、婚礼和社交活动。

- 英国与波兰通常被认为是最早制作蜂蜜酒的国家。

- 相传中国也是最早制作蜂蜜酒的地区之一，公元前780年在西周宫宴中有蜂蜜酒的记载。

- 澳大利亚的原著居民也制作蜂蜜酒。

## 作用
- 蜂蜜酒含有多种人体所需的维生素，矿物质，微量元素和氨基酸。

- 《本草纲目》中认为蜂蜜酒可以疗风疹，风癣等疾病。
- 蜂蜜酒因其潜在的益生菌含量而经常被视为健康补品。益生菌会对人體免疫力和肠道健康产生积极的影响。[1]

## 制法
制法一例：在用水稀释三倍左右的蜂蜜裡加上酵母（干酵母），使之发酵，夏季2-3日，冬季1周。
也有在蜂蜜加進葡萄酒和白兰地，生药和香料的制作方法。

## 品牌
部分蜂蜜酒品牌：
- 东江桥蜂蜜酒
- 庆蜜蜂蜜酒
- 苏轼养生蜜酒
- 同仁堂蜂蜜酒
- 张果老蜂蜜酒
- 鐵道之鄉酒莊蜂蜜酒
- 微醺蜜月蜂蜜酒 （页面存档备份，存于）

## 文化
- 蜜月来源于蜂蜜酒。从古代开始在中世纪的欧洲，新婚之后新婚夫妇在家里一个月不外出，新娘制作蜂蜜酒给新郎喝，据说可以强壮身体，提高生育质量。因为「蜂蜜的一个月」即「蜜月」便说产生了蜜月（honey moon）的词语 (disputed by reference)。[2][來源請求]

- 古代的挪威人将蜂蜜酒视为“白胡子海盗长老的召集令”，意思是像蜜蜂一样传递信号。

- 古代印第安人将蜂蜜酒视作能够解放头脑的液体，能把人们从地狱走向天堂。

- 在坦桑尼亚的拉多加族中，蜂蜜酒是部族议事等各种仪式中必备的饮料。
- 北欧傳說中，智者克瓦希爾的血被做成詩歌蜜酒，喝下就能朗誦詩歌。

## 关连項目
- 蜂蜜
- 蜜蜂
- 酒
- 蜜月

1. ↑  . WebMD.   [2018-11-19]. （原始内容存档于2018-11-19） （中文（中国大陆））.
2. ↑  Monger, George P.  Expanded 2nd. Santa Barbara, Calif, CA: ABC-CLIO. 2013: 352  [1 October 2014]. ISBN 9781598846645.